# Porosoma

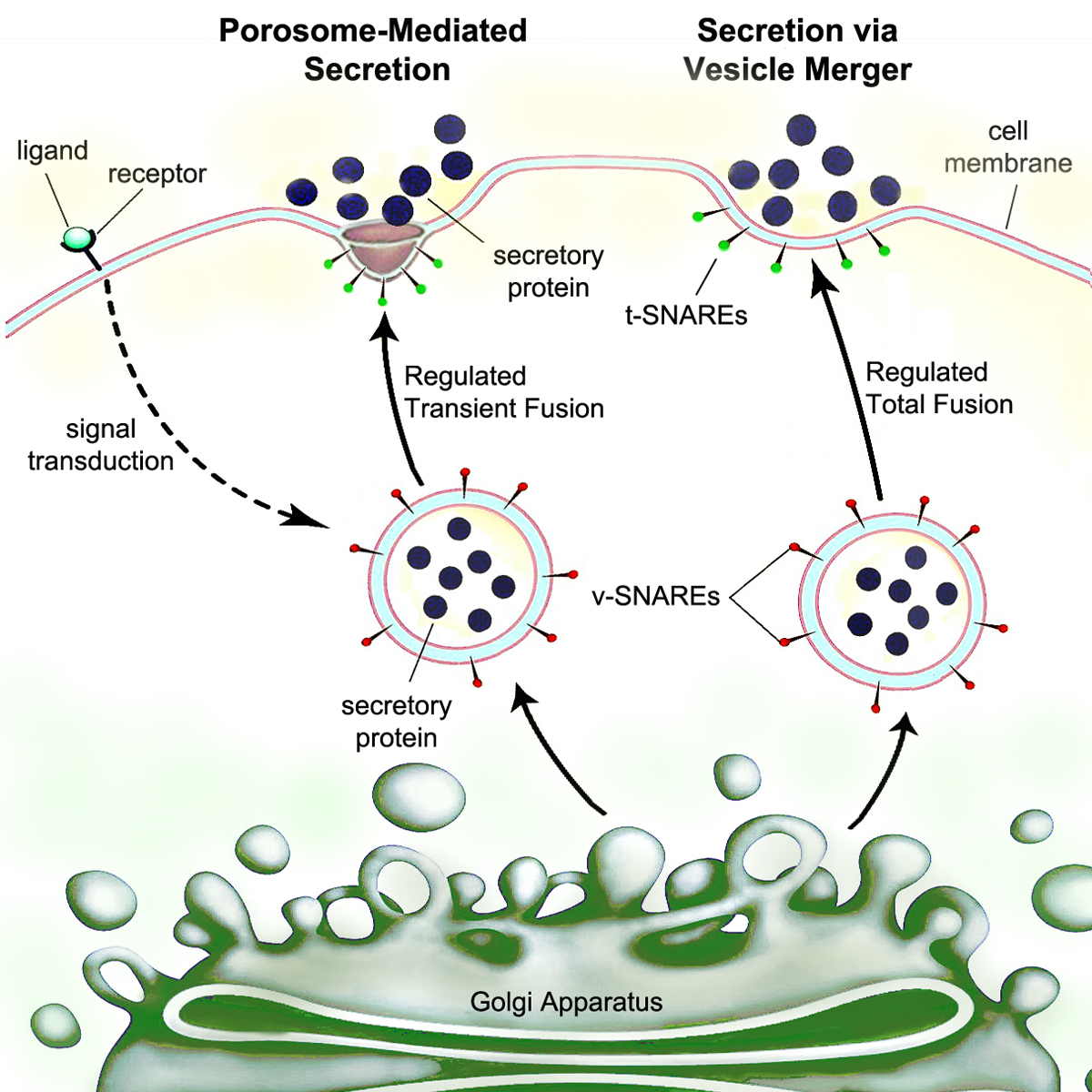

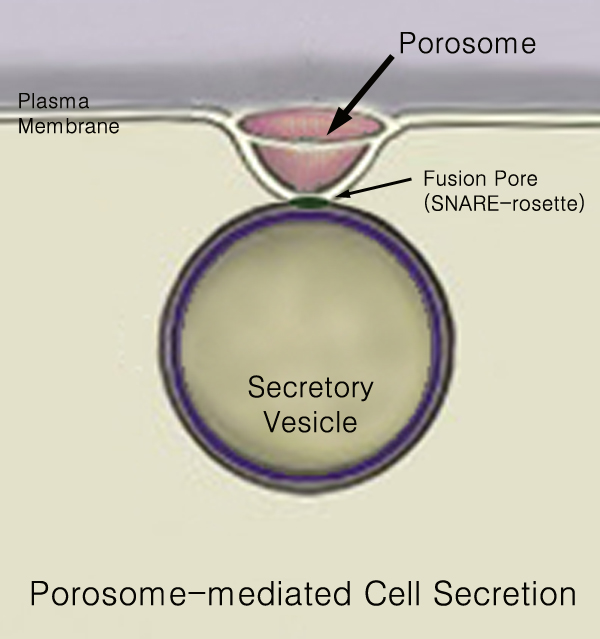
Porosoma (en rojo).
Secretory vesicle= Vesícula secretoria.
Citoplasma intracelular en amarillo.

Los porosomas son estructuras supramoleculares en forma de copa en las membranas celulares de las células eucariotas donde las vesículas secretoras se acoplan transitoriamente en el proceso de fusión y secreción vesicular. La fusión transitoria de la membrana de la vesícula secretora en la base del porosoma a través de las proteínas SNARE da como resultado la formación de un poro de fusión o continuidad para la liberación del contenido intravesicular de la célula. Una vez completada la secreción, se sella el poro de fusión formado temporalmente en la base del porosoma. Los porosomas tienen un tamaño de unos pocos nanómetros y contienen muchos tipos diferentes de proteínas, especialmente canales de cloruro y calcio, actina y proteínas SNARE que median en el acoplamiento y la fusión de las vesículas con la membrana celular. Una vez que las vesículas se acoplan a las proteínas SNARE, se hinchan, lo que aumenta su presión interna. Luego se fusionan transitoriamente en la base del porosoma y estos contenidos presurizados son expulsados de la célula.
El examen de las células después de la secreción usando microscopía electrónica demuestra una mayor presencia de vesículas parcialmente vacías después de la secreción. Esto sugirió que durante el proceso secretor, solo una parte del contenido vesicular puede salir de la célula. Esto solo podría ser posible si la vesícula estableciera temporalmente una continuidad con la membrana plasmática celular, expulsara una parte de su contenido, luego se separara, se volviera a sellar y se retirara al citosol (endocitosa). De esta forma, la vesícula secretora podría reutilizarse para posteriores rondas de exoendocitosis, hasta quedar completamente vacía de su contenido.

## Estructura

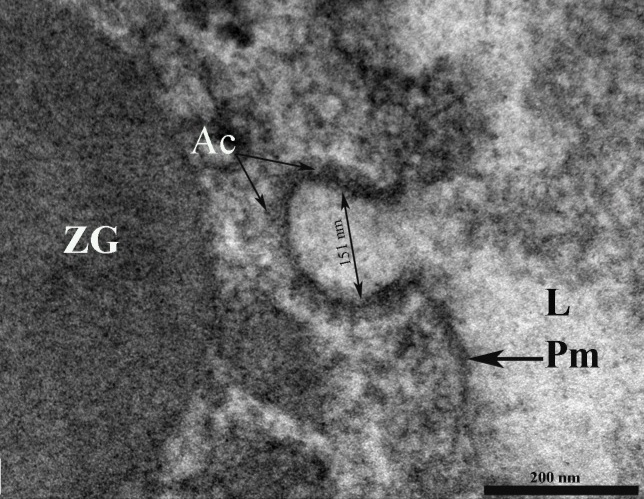
Porosoma (151 nanómetros) en célula Acinar del páncreas (izquierda). L= lumen del conducto del acino, Pm= membrana plasmática, ZG= zimógeno

Los porosomas varían en tamaño según el tipo de célula. 
Los porosomas en el páncreas exocrino y en las células endocrinas y neuroendocrinas varían de 100 a 180 nanómetros (nm) de diámetro,

En las neuronas la membrana pre-sináptica muestra porosomas de lipoproteínas en forma de copa que van desde 10 a 15 nm (alrededor de 1/10 del tamaño de los porosomas pancreáticos). 
El perímetro externo del porosoma que mira hacia la membrana post-sináptica presenta ocho densidades de proteínas espaciadas alrededor del perímetro del complejo.
Cuando una vesícula secretora que contiene v-SNARE se acopla a la base del porosoma que contiene t-SNARE, se forma una continuidad de membrana (complejo de anillo) entre los dos. El tamaño del complejo t/v-SNARE es directamente proporcional al tamaño de la vesícula. Estas vesículas contienen proteínas deshidratadas (no activas) que se activan una vez hidratadas. Se requiere GTP para el transporte de agua a través de los canales de agua o acuaporinas, y de iones a través de los canales iónicos para hidratar la vesícula. Una vez que la vesícula se fusiona en la base del porosoma, el contenido de la vesícula a alta presión es expulsado de la célula.
Generalmente, los porosomas son abiertos y cerrados por la actina, sin embargo, las neuronas requieren una respuesta rápida, por lo que tienen tapones centrales que se abren para liberar contenido y se cierran para detener la liberación (aún no se ha descubierto la composición del tapón central). Se ha resuelto el proteoma del porosoma neuronal, proporcionando la posible arquitectura molecular y la composición completa de la maquinaria.

## Historia del descubrimiento
El porosoma fue descubierto entre principios y mediados de la década de 1990 por un equipo dirigido por el profesor Bhanu Pratap Jena en la Facultad de Medicina de la Universidad de Yale, utilizando microscopía de fuerza atómica.

## Otras lecturas
- Walter F. Boron; Emile L. Boulpaep (2017). «“Search: Porosome”». Medical Physiology (3rd edición). Elsevier. ISBN 9781455743773.

- Datos: Q7230302